# Feria (Sevilla)
Feria es un barrio de Sevilla, España, perteneciente al distrito Casco Antiguo, debe su nombre a la calle Feria, que constituye la principal arteria del barrio. 
Está situado en la zona norte del distrito y limita al norte con el barrio de San Gil; al este, con el barrio de San Julián; al sur, con el barrio de Encarnación-Regina; y al oeste, con el barrio de San Vicente. Tiene una población estimada de 5.363 habitantes.

## Lugares de interés
- Calle Feria
- Alameda de Hércules
- Iglesia de San Martín (Sevilla)
- Iglesia de San Juan de la Palma
- Antiguo Mercado de la Feria
- Capilla de la Virgen del Rosario
- Iglesia de Omnium Sanctorum
- Palacio de los marqueses de la Algaba
- Mercado El Jueves (Sevilla).

## Hermandades y cofradías
- Hermandad de la Lanzada.
- Hermandad de la Divina Pastora y Santa Marina.
- Hermandad de la Amargura.
- Hermandad del Carmen Doloroso.
- Hermandad de Los Javieres.
- Hermandad de la Reina de Todos Los Santos.
- Hermandad de Montesión.
- Hermandad de la Virgen de la Cabeza.
- Hermandad de la Virgen de Montemayor.